# Beata Tyszkiewicz
Nữ bá tước Beata Tyszkiewicz (Beata Maria Helena Tyszkiewicz-Kalenicka; sinh ngày 14 tháng 8 năm 1938)  là một diễn viên và nhân vật truyền hình đã nghỉ hưu người Ba Lan.

## Đời tư

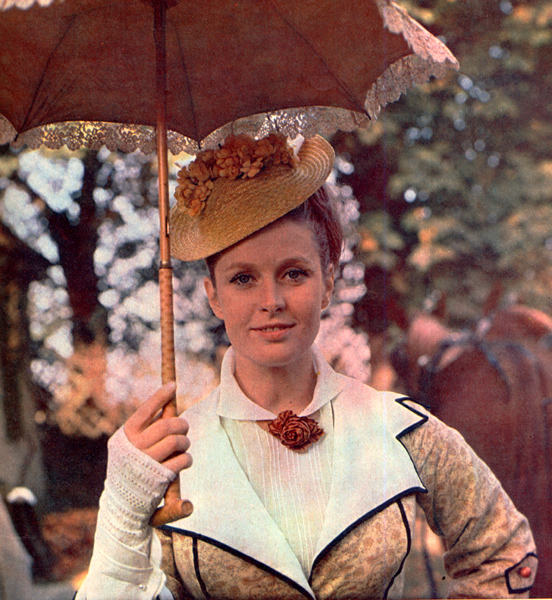
Beata Tyszkiewicz in The Doll (1968)

Beata Tyszkiewicz có hai cô con gái là Karolina Wajda (sinh năm 1967 tại Warsaw) và diễn viên Wiktoria Padlewska (sinh năm 1977 tại Warsaw). Năm 1998, bà được trao tặng ngôi sao trên Aleja Gwiazd (Đại lộ Ngôi sao) ở Łódź.

## Thành tích nghệ thuật
- Zemsta (1956)
- Wspólny pokój (1959)
- Szklana góra (1960)
- Dziś w nocy umrze miasto (1961)
- Historia żółtej ciżemki (1961)
- Odwiedziny prezydenta (1961)
- Samson (1961)
- Zaduszki (1961)
- Czarne skrzydła (1962)
- Naprawdę wczoraj (1963)
- Skąpani w ogniu (1963)
- Yokmok (1963)
- Pierwszy dzień wolności (1964)

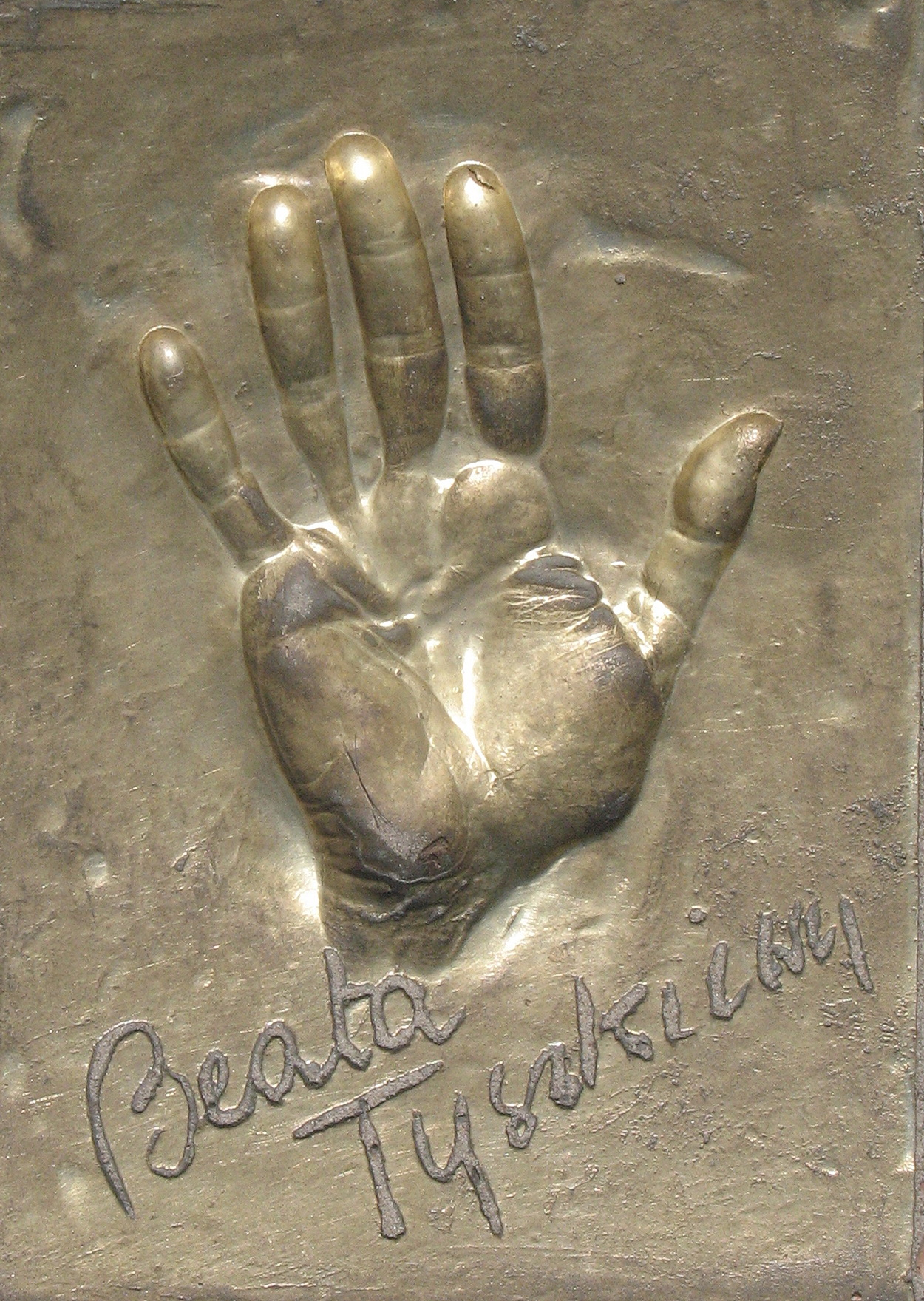
Dấu tay và chữ ký của Beata Tyszkiewicz ở Misdroy

- Rękopis znaleziony w Saragossie (1964)
- Spotkanie ze szpiegiem (1964)
- Popioły (1965)
- Marysia i Napoleon (1966)
- Pieśń triumfującej miłości (1967)
- Hasło Korn (1968)
- Lalka (1968)
- The Man Who Had His Hair Cut Short (De man die zijn haar kort liet knippen) (1968)
- Stawka większa niż życie (1968)
- Wszystko na sprzedaż (1968)
- Dworianskoje gniezdo (1969)
- Książę sezonu (1970)
- Wielka miłość Balzaka (1973)
- Elective Affinities (Die Wahlverwandtschaften) (1974)
- Dom moich synów (1975)
- Jej powrót (1975)
- Nights and Days (Noce i Dnie) (1975)
- Wieczór u Abdona (1975)
- Polskie drogi (1976)
- Noce i dnie (sê-ri phim truyền hình, 1977)
- Schach von wuthenow (1977)
- Tańczący jastrząb (1977)
- Sowizdrzał świętokrzyski (1978)
- Niewdzięczność (1979)
- Po drodze (1979)
- Don Juan, Karl-Liebknecht-Str. 78 (1980)
- Kontrakt [fr] (1980)
- Mniejsze niebo (1980)
- Najdłuższa wojna nowoczesnej Europy (1981)
- W obronie własnej (1981)
- Édith et Marcel (1983)
- Seksmisja (1983)
- Synteza (1983)
- Les cinq dernieres minutes (1983)
- Jewropejskaja istorija (1984)
- Louisiana (1984)
- Przyspieszenie (1984)
- Vabank II czyli riposta (1984)
- W starym dworku czyli niepodległość trójkątów (1984)
- Les cerfs-volants (1984)
- Sezon na bażanty (1985)
- Ein zimmer mit landschaft (1985)
- Alles auf pique dame (1986)
- Komediantka (1986)
- Bernadette (1987)
- Kingsajz (1987)
- Komediantka (sê-ri phim truyền hình, 1987)
- Moselbruck (1987)
- Śmieciarz (1987)
- Usmev diabla (1987)
- Deux (1988)
- Dom na głowie (1990)
- Rosamunde (1990)
- Śmierć dziecioroba (1990)
- 30 door key (1991)
- V.I.P. (1991)
- The Silent Touch [pl] (1992)
- Piękna nieznajoma (1992)
- La petite apocalypse (1992)
- Le violeur impuni (1992)
- Dinozavris kwertski (1993)
- Dwa księżyce (1993)
- Panna z mokrą głową (1994)
- Panna z mokrą głową (sê-ri phim truyền hình, 1994)
- Awantura o Basię (sê-ri phim truyền hình, 1996)
- Dzień wielkiej ryby (1996)
- Ekstradycja 2 (1996)
- Germans (1996)
- Bride of war (1997)
- Sława i chwała (1997)
- 13 posterunek (1998)
- Ekstradycja 3 (1998)
- Złoto dezerterów (1998)
- Krugerandy (1999)
- Trędowata (telenowela, 1999)
- W awguste 44. (1999)
- Anna Karenina (2000)
- Duża przerwa (2000)
- Izabela (2000)
- Zakochani (2000)
- In August of 1944 (2001)
- Paradox Lake (2002)
- Lokatorzy (2003)
- Na dobre i na złe (2003)
- Plebania (2004–2005)
- Magda M. (2006–2007)
- Ryś (2007)
- Nie kłam kochanie (2008)
- Teraz albo nigdy! (2008)
- Zamiana (2009)
- Niania (sê-ri phim truyền hình, 2009)
- Listy do M. (2011)
- Sprawiedliwy (2015)
- Studniówka (2018)